# Astrophyllit
Astrophyllit ist ein eher selten vorkommendes Mineral aus der Mineralklasse der „Silikate und Germanate“ mit der idealisierten, chemischen Zusammensetzung K2NaFe2+7Ti2Si8O26(OH)4F.
Das in der Formel enthaltene Eisen ist bei natürlichem Astrophyllit allerdings oft durch geringe Mengen an Mangan ersetzt. Zudem gehört der Astrophyllit strukturell zu den Ketten- und Bandsilikaten mit den zusätzlichen Anionen Sauerstoff, Fluor und Hydroxiden, was entsprechend mit der von Strunz entwickelten, kristallchemischen Strukturformel in der Form K2Na(Fe2+,Mn2+)7Ti2[O2|F|(OH)4|Si8O24] ausgedrückt werden kann.
Astrophyllit kristallisiert im triklinen Kristallsystem und entwickelt blättrige bis nadelige Kristalle, die überwiegend in Form radialstrahliger, sternförmiger Mineral-Aggregate angeordnet sind. Gelegentlich findet er sich auch eingewachsen in Quarz. Das Mineral ist im Allgemeinen undurchsichtig und nur in dünnen Schichten durchscheinend. Die Farbe der glas- bis metallisch glänzenden Kristalle variiert meist zwischen Bronzegelb und Goldgelb, kann aber auch braun bis rötlichbraun sein.

## Etymologie und Geschichte
Erstmals entdeckt wurde Astrophyllit auf der im Langesundsfjord liegenden Insel Låven in der norwegischen Provinz Vestfold. Beschrieben wurde das Mineral 1854 durch Theodor Scheerer (1813–1875), der es aufgrund seiner blättrigen Kristallausbildung und Spaltbarkeit sowie seiner auffällig sternförmigen Aggregatformen nach altgriechisch ἄστρον ástron, deutsch ‚Stern‘, und φύλλον phýllon, deutsch ‚Blatt‘, benannte.
Das Typmaterial des Minerals wird in der Mineralogischen Sammlung der TU Bergakademie Freiberg (Register-Nr. 26246) aufbewahrt.
Da der Astrophyllit bereits lange vor der Gründung der International Mineralogical Association (IMA) bekannt und als eigenständige Mineralart anerkannt war, wurde dies von ihrer Commission on New Minerals, Nomenclature and Classification (CNMNC) übernommen und bezeichnet den Astrophyllit als sogenanntes „grandfathered“ (G) Mineral. Die seit 2021 ebenfalls von der IMA/CNMNC anerkannte Kurzbezeichnung (auch Mineral-Symbol) von Astrophyllit lautet „Ast“.

## Klassifikation
Bereits in der veralteten 8. Auflage der Mineralsystematik nach Strunz gehörte der Astrophyllit zur Mineralklasse der „Silikate“ und dort zur Abteilung „Übergangsstrukturen zu Schichtsilikaten (Phyllosilikaten)“, wo er gemeinsam mit Kupletskit und Niobophyllit in der „Astrophyllit-Reihe“  mit der Systemnummer VIII/D*.05 steht.
Im zuletzt 2018 überarbeiteten „Lapis-Mineralienverzeichnis“, das sich im Aufbau noch nach dieser alten Form der Systematik von Karl Hugo Strunz richtet, erhielt das Mineral die System- und Mineralnummer VIII/G.12-040. In der Lapis-Systematik entspricht dies ebenfalls der Abteilung „Übergangsstrukturen von Ketten- zu Schichtsilikaten“, wo Astrophyllit zusammen mit Bulgakit, Devitoit, Heyerdahlit, Hydroastrophyllit, Kupletskit, Kupletskit-(Cs), Lobanovit, Nalivkinit, Niobokupletskit, Niobophyllit, Sveinbergeit und Tarbagatait die „Astrophyllitgruppe“ mit der Systemnummer VIII/G.12 bildet.
Die von der International Mineralogical Association (IMA) zuletzt 2009 aktualisierte 9. Auflage der Strunz’schen Mineralsystematik ordnet den Astrophyllit in die erweiterte Klasse der „Silikate und Germanate“ und dort in die Abteilung „Ketten- und Bandsilikate (Inosilikate)“ ein. Diese ist weiter unterteilt nach der Struktur der Silikatketten beziehungsweise -bänder, so dass das Mineral entsprechend seinem Aufbau in der Unterabteilung „Ketten- und Bandsilikate mit verzweigten 2-periodischen Einfachketten, Si2O6 + 2SiO3 → Si4O12“ zu finden ist, wo es zusammen mit Hydroastrophyllit, Nalivkinit, Kupletskit, Kupletskit-(Cs), Lobanovit, Niobokupletskit, Niobophyllit und Zirkophyllit die „Astrophyllitgruppe“ mit der Systemnummer 9.DC.05 bildet.
In der vorwiegend im englischen Sprachraum gebräuchlichen Systematik der Minerale nach Dana hat Astrophyllit die System- und Mineralnummer 69.01.01.01. Dies entspricht ebenfalls der Klasse der „Silikate“ und dort der Abteilung „Kettensilikate: Ketten mit Seitenzweigen oder Schleifen“. Hier findet er sich innerhalb der Unterabteilung „Kettensilikate: Ketten mit Seitenzweigen oder Schleifen mit (P=2, und N=4, 2 Seitenzweige)“ in der „Astrophyllitgruppe“, in der auch Kupletskit, Kupletskit-(Cs), Niobophyllit, Zirkophyllit, Hydroastrophyllit, Magnesioastrophyllit, Niobokupletskit und Nalivkinit eingeordnet sind.

## Kristallstruktur
Astrophyllit kristallisiert triklin in der Raumgruppe A1 (Raumgruppen-Nr. 2, Stellung 2) mit den Gitterparametern a = 5,36 Å; b = 11,76 Å; c = 21,08 Å; α = 85,1°; β = 90,0° und γ = 103,2° sowie 2 Formeleinheiten pro Elementarzelle.

## Eigenschaften
Das Mineral ist stark pleochroistisch, das heißt je nachdem aus welcher Richtung das Licht durch den Kristall dringt, wird es unterschiedlich stark absorbiert und führt im Fall von Astrophyllit zu einem Farbwechsel nach Dunkelrotorange entlang der x-Achse, Orangegelb entlang der y-Achse und Zitronengelb entlang der z-Achse.

## Bildung und Fundorte

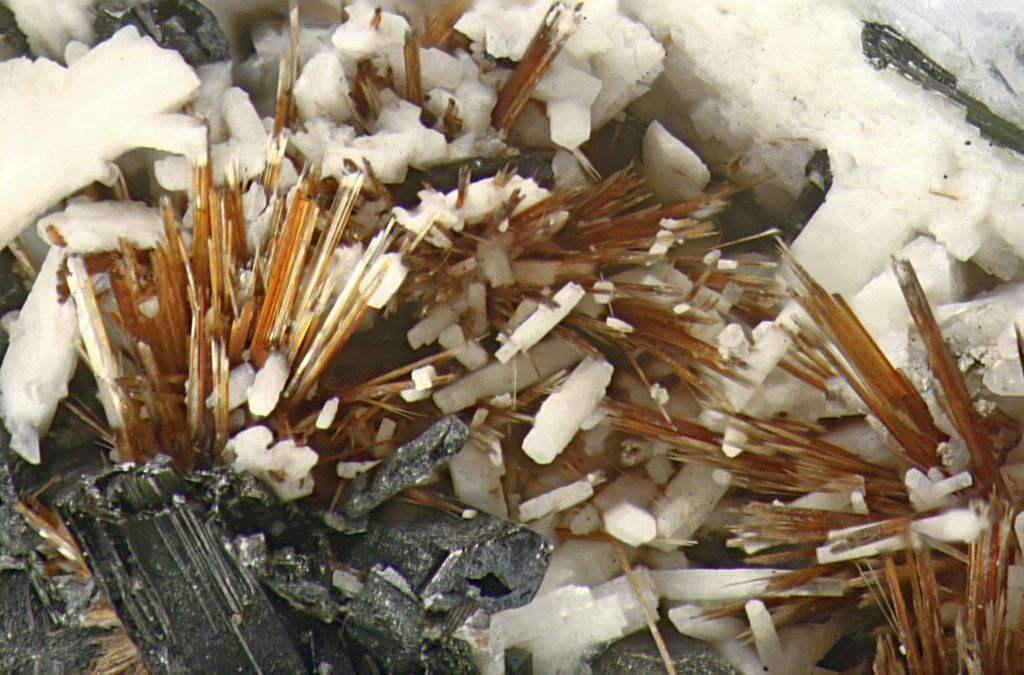
Astrophyllit und Nenadkevichit (weiß) aus dem Steinbruch Poudrette, Mont Saint-Hilaire, Kanada (Bildbreite 7,0 × 4,7 mm)

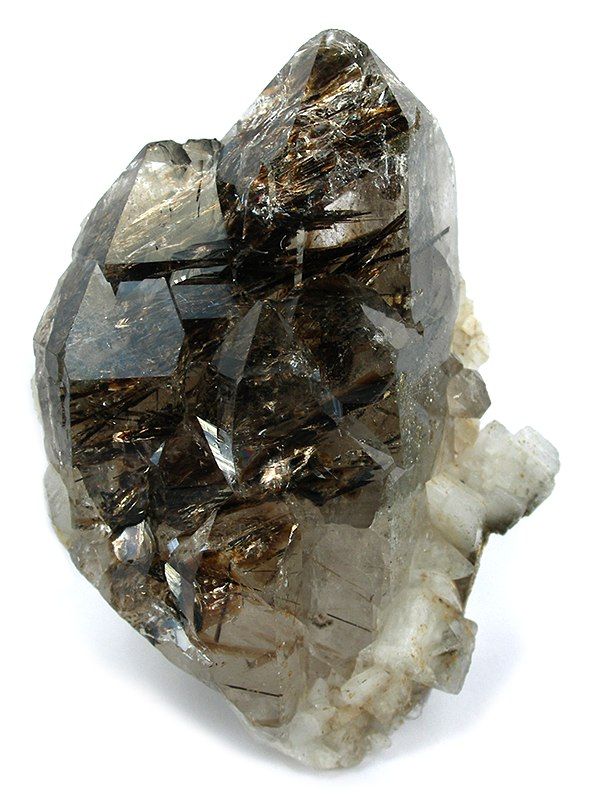
Astrophyllit-Einschluss in Quarz vom Gotthardpass, Schweiz (Größe: 6 × 4,6 × 2,2 cm)

Astrophyllit bildet sich in basischen Intrusivgesteinen wie Nephelin-Syeniten und alkalischen Graniten und ihren Pegmatiten. Als Begleitminerale treten neben Nephelin unter anderem noch Albit, Aegirin, Arfvedsonit, Biotit, Djerfisherit, Delhayelith, Eudialyt, Katapleiit, Kupletskit, Leukophan, Natrolith, Nephelin, Rasvumit und Zirkon auf.
Als eher seltene Mineralbildung kann Astrophyllit an verschiedenen Fundorten zum Teil reichlich vorhanden sein, insgesamt ist er aber wenig verbreitet. Weltweit sind bisher rund 200 Vorkommen dokumentiert (Stand: 2024). Neben seiner Typlokalität Låven trat das Mineral noch an mehreren Orten im Langesundsfjorden wie beispielsweise auf Årø (Arøya), Kjeøa, Stokkøya und der Halbinsel Vesterøya im Sandefjord sowie bei Barkevik und Tvedalen in der Provinz Vestfold sowie an einigen Stellen in den Provinzen Buskerud und Telemark auf.
Die bisher größten bekannten Astrophyllit-Kristalle und radialstrahligen Aggregate von bis zu 10 Zentimetern Durchmesser wurden am Eweslogtschorr in den Chibinen auf der russischen Halbinsel Kola gefunden. Ähnlich große Astrophyllite kennt man auch vom „St Peters Dome“ etwa acht Meilen (≈ 13 km) südwestlich von Colorado Springs im El Paso County (Colorado).
Weitere Fundorte liegen unter anderem in Brasilien, Chile, China, Grönland, Guinea, Kanada, Kasachstan, Kirgisistan, Malawi, Marokko, der Mongolei, Namibia, Nigeria, Pakistan, Portugal, den ostsibirischen und nördlichen Regionen von Russland, der Slowakei, Spanien, Südafrika, Tadschikistan, der Ukraine und in mehreren Bundesstaaten der USA.